# Sylvester (cantor)
Sylvester (Los Angeles, 6 de setembro de 1947 — São Francisco, 16 de dezembro de 1988), nascido Sylvester James Jr., foi um cantor estadunidense. Ele é o responsável pelo grande sucesso "You Make Me Feel (Mighty Real)", gravado em 1978, presente no álbum Step II, lançado pela Fantasy Records), e que foi número 1 da Billboard club hits. Outro sucesso seu, foi "Dance (Disco Heat)". Embora o barítono fosse a tessitura natural de sua voz, ficou famoso por dominar excepcionalmente a técnica do falsete, com a qual gravou seus maiores sucessos.
Gay assumido, fazia performances como drag queen, por vezes sendo chamado de "Rainha da discoteca". No início de 1987, revelou que era portador do HIV. Tendo sido criado em uma Igreja evangélica quando criança, respondeu, quando questionado se pensava que a doença era algum castigo de Deus por sua vida homossexual, afirmou:
| “ | Eu não acredito que a AIDS seja a ira de Deus. As pessoas tem a tendência de culpar Deus por tudo. | ” |

Ficou aos cuidados da amiga de longa data Jeanie Tracy até o fim da vida. Faleceu em 16 de dezembro de 1988, aos 41 anos, em decorrência da AIDS.

## Discografia

### Álbuns de estúdio
| Ano  | Título                                                                                               | Chart positions | Chart positions | Chart positions |
| Ano  | Título                                                                                               | US              | US R&B          | IT              |
| ---- | --- | --------------- | --------------- | --------------- |
| 1973 | Sylvester and the Hot Band (performance de Sylvester & The Hot band) - Gravadora: Blue Thumb Records | –               | –               | –               |
| 1973 | Bazaar (performance de Sylvester & The Hot band) - Gravadora: Blue Thumb                             | –               | –               | –               |
| 1977 | Sylvester - Gravadora: Fantasy Records                                                               | –               | –               | –               |
| 1978 | Step II - Gravadora: Fantasy                                                                         | 28              | 7               | 6               |
| 1979 | Stars - Gravadora: Fantasy                                                                           | 63              | 27              | 15              |
| 1980 | Sell My Soul - Gravadora: Fantasy Honey Records                                                      | 147             | 44              | –               |
| 1981 | Too Hot To Sleep - Gravadora: Fantasy Honey                                                          | 156             | 51              | –               |
| 1982 | All I Need (relançado posteriormente como Do Ya Wanna Funk) - Gravadora: Megatone Records            | 168             | 35              | 23              |
| 1983 | Call Me - Gravadora: Megatone                                                                        | –               | –               | –               |
| 1984 | M-1015 (relançado posteriormente como Rock the Box) - Gravadora: Megatone                            | –               | –               | –               |
| 1986 | Mutual Attraction - Gravadora: Warner Bros. Records                                                  | 164             | 46              | –               |

### Álbuns gravados ao vivo
| Ano  | Título                                        | Chart positions | Chart positions | Chart positions |
| Ano  | Título                                        | US              | US R&B          | IT              |
| ---- | --------------------------------------------- | --------------- | --------------- | --------------- |
| 1979 | Living Proof - Gravadora: Fantasy (Double-LP) | 123             | 45              | –               |

### Compilações
- Mighty Real (1979, Fantasy) UK #62[4]
- Sylvester's Greatest Hits: Nonstop Dance Party (1983, Fantasy)
- 12 By 12 (1985, Megatone)
- Immortal (1989, Megatone)

### Singles
| Ano  | Título                                                                                            | Chart positions | Chart positions | Chart positions | Chart positions | Chart positions | Chart positions | Chart positions | Álbum                                   |
| Ano  | Título                                                                                            | US              | US Dance        | US R&B          | IT              | NL              | SWI             | UK              | Álbum                                   |
| ---- | ------------------------------------------------------------------------------------------------- | --------------- | --------------- | --------------- | --------------- | --------------- | --------------- | --------------- | --------------------------------------- |
| 1973 | "Southern Man" (performance de Sylvester & The Hot Band)                                          | –               | –               | –               | –               | –               | –               | –               | Sylvester and the Hot Band              |
| 1973 | "Down On Your Knees" (performance de Sylvester & The Hot Band)                                    | –               | –               | –               | –               | –               | –               | –               | Bazaar                                  |
| 1977 | "Down, Down, Down"                                                                                | –               | 18              | –               | –               | –               | –               | –               | Sylvester                               |
| 1977 | "Over and Over"                                                                                   | –               | –               | –               | –               | –               | –               | –               | Sylvester                               |
| 1978 | "Dance (Disco Heat)"                                                                              | 19              | 1               | 4               | –               | –               | –               | 29              | Step II                                 |
| 1978 | "You Make Me Feel (Mighty Real)"                                                                  | 36              | 1               | 20              | 24              | 26              | 6               | 8               | Step II                                 |
| 1979 | "I (Who Have Nothing)"                                                                            | 40              | 4               | 27              | –               | –               | –               | 46              | Stars                                   |
| 1979 | "Body Strong"                                                                                     | –               | 4               | –               | –               | –               | –               | –               | Stars                                   |
| 1979 | "Stars"                                                                                           | –               | –               | –               | –               | –               | –               | 47              | Stars                                   |
| 1979 | "Can't Stop Dancing"                                                                              | –               | 2               | 43              | –               | –               | –               | –               | —                                       |
| 1980 | "You Are My Friend"                                                                               | –               | –               | 30              | –               | –               | –               | –               | Living Proof                            |
| 1980 | "I Need You"                                                                                      | –               | 6               | –               | –               | –               | –               | –               | Sell My Soul                            |
| 1980 | "Sell My Soul"                                                                                    | –               | 6               | –               | –               | –               | –               | –               | Sell My Soul                            |
| 1981 | "Here is My Love"                                                                                 | –               | –               | 44              | –               | –               | –               | –               | Too Hot to Sleep                        |
| 1981 | "Ooo Baby Baby"                                                                                   | –               | –               | –               | –               | –               | –               | –               | Too Hot to Sleep                        |
| 1981 | "Give it Up (Don't Make Me Wait)"                                                                 | –               | 20              | –               | –               | –               | –               | –               | Too Hot to Sleep                        |
| 1981 | "Magic Number" (performance de Herbie Hancock featuring Sylvester)                                | –               | 9               | 59              | –               | –               | –               | –               | Magic Windows (álbum de Herbie Hancock) |
| 1982 | "Do Ya Wanna Funk" (Patrick Cowley featuring Sylvester)                                           | –               | 4               | –               | –               | 17              | 12              | 32              | —                                       |
| 1982 | "Don't Stop"                                                                                      | –               | –               | –               | –               | –               | –               | 77              | All I Need                              |
| 1982 | "Tell Me"                                                                                         | –               | 49              | –               | –               | –               | –               | –               | All I Need                              |
| 1982 | "Be With You"                                                                                     | –               | –               | –               | –               | –               | –               | –               | All I Need                              |
| 1982 | "All I Need"                                                                                      | –               | 3               | 67              | –               | –               | –               | –               | All I Need                              |
| 1983 | "Hard Up"                                                                                         | –               | –               | –               | –               | –               | –               | –               | All I Need                              |
| 1983 | "Band of Gold"                                                                                    | –               | 18              | –               | –               | –               | –               | 67              | Call Me                                 |
| 1983 | "Too Late"                                                                                        | –               | 16              | 68              | –               | –               | 30              | –               | Call Me                                 |
| 1983 | "One Night Only"                                                                                  | –               | –               | –               | –               | –               | –               | –               | Call Me                                 |
| 1983 | "Trouble in Paradise"                                                                             | –               | –               | –               | –               | –               | –               | –               | Call Me                                 |
| 1984 | "Stargazing" (performance de Earlene Bentley featuring Sylvester; lançado somente no Reino Unido) | –               | –               | –               | –               | –               | –               | –               | —                                       |
| 1984 | "Good Feelin'" (lançado somente na Alemanha)                                                      | –               | –               | –               | –               | –               | –               | –               | Call Me                                 |
| 1984 | "Call Me"                                                                                         | –               | –               | –               | –               | –               | –               | –               | Call Me                                 |
| 1984 | "Menergy"                                                                                         | –               | –               | –               | –               | –               | –               | –               | —                                       |
| 1984 | "Rock the Box"                                                                                    | –               | 25              | –               | –               | –               | –               | 88              | M-1015                                  |
| 1985 | "Take Me to Heaven"                                                                               | –               | 6               | –               | –               | –               | –               | 100             | M-1015                                  |
| 1985 | "Sex"                                                                                             | –               | 6               | –               | –               | –               | –               | –               | M-1015                                  |
| 1985 | "Takin' Love Into My Own Hands" (lançado somente no México)                                       | –               | –               | –               | –               | –               | –               | –               | M-1015                                  |
| 1985 | "Lovin is Really My Game"                                                                         | –               | –               | –               | –               | –               | –               | –               | M-1015                                  |
| 1986 | "Living for the City"                                                                             | –               | 2               | –               | –               | –               | –               | –               | Mutual Attraction                       |
| 1986 | "Someone Like You"                                                                                | –               | 1               | –               | –               | –               | –               | –               | Mutual Attraction                       |
| 1987 | "Mutual Attraction"                                                                               | –               | 10              | –               | –               | –               | –               | –               | Mutual Attraction                       |
| 1987 | "Sooner Or Later"                                                                                 | –               | –               | –               | –               | –               | –               | –               | Mutual Attraction                       |